# Aimer vivre
Singles de Johnny Hallyday
Quelque chose de Tennessee
(1985) Je t'attends
(1986)
Aimer vivre est une chanson de Johnny Hallyday, écrite par l'auteur-compositeur-interprète Michel Berger, sortie en 1985. Dernier single extrait de l'album Rock'n'Roll Attitude, Aimer vivre est diffusée en 45 tours en février 1986.

## La chanson
Aimer vivre est certainement le titre de l'album Rock'n'Roll Attitude le plus représentatif de la complémentarité artistique qui fédère alors Michel Berger et Johnny Hallyday, deux artistes à l'univers musical si différent. 
Différences nullement antinomiques, qui ici s'additionnent, se complètent, s'harmonisent. Le morceau commence tout en douceur, avec retenue, telle une ballade « façon Berger » :
« C'est écrit dans tes yeux

Quand tu parles de ta vie

C'est écrit dans tes rêves

Dans tes moindres envie

[...]

Je veux te voir changer

[...]

Je veux te voir crier ton plaisir

Je veux te voir vibrer

Je veux te voir crier tes désirs

Aimer vivre... »
Progressivement, la tessiture s'amplifie, le son se fait plus puissant, au fur et à mesure que le tempo s'accélère. Allant crescendo, la voix d'Hallyday investit la chanson, la fait sienne, avant de conclure en « un ad lib gospelisant », une litanie déferlant en une puissance vocale qui lui est propre :
« Aimer

Donner

Vibrer

[...]

Crier

Aimer vivre, aimer vivre, aimer vivre

Je veux te voir bouger

[...]

Je veux te voir vibrer

Je veux te voir vivre

Aimer, aimer, aimer, aimer

Je veux te voir vivre, vivre, vivre... »
(Paroles Michel Berger, extraits)
Sur scène, le chanteur a encore accentué le procédé : en 1987 au cours du spectacle Johnny se donne à Bercy, le morceau dure une dizaine de minutes ; Toujours sur la scène de Bercy, en 1990 pour le Cadillac Tour, il s'allonge encore (près de douze minutes) et Hallyday est accompagné par la chorale camerounaise Pek-Nyambe.

Aimer vivre est encore du tour de chant donné au pied de la Tour Eiffel en 2000 (depuis cette année, le titre n'a plus été repris sur scène par le chanteur).

## Sessions d'enregistrements
- Réalisation : Michel Berger
- Coordination musicale: Jannick Top
- Ingénieurs du son : Jean-Pierre Janiaud, Olivier Do Esperito Santo, Daniel Bassato, Ian Terry

- Batterie : Carlos Vega
- Basse : Jannick Top
- Synthétiseur : Bill Cuomo
- Guitare solo : Peter Frampton
- Guitare rythmique : Chris Spedding
- Saxophone : Patrick Bourgoin
- Piano : Michel Berger
- Chœurs : Francine Raymond, Judi Richards, Richard Groulx, Daniel Ferland

## Discographie
- 26 juin 1985 : 33 tours Philips 824824[5] Rock'n'roll attitude (La réédition de l'album, en 2016, propose en titre bonus, une version alternative de Aimer vivre, donnée en prise complète, d'une durée de 6:15 contre 5:35 pour la version originale)
- février 1986 : 45 tours Philips 884620-7[6] : Aimer vivre, Qui ose aimer
- 5 mars 1986 : Maxi 45 tours[6] Philips 884620-1 : Aimer vivre, Qui ose aimer

Discographie live :
1988 : 
- Johnny à Bercy
- Live at Montreux 1988 (inédit jusqu'en 2008)

1991 :
- Dans la chaleur de Bercy

2000 : 
- 100 % Johnny : Live à la tour Eiffel
- Happy Birthday Live - Parc de Sceaux 15.06.2000 (inédit jusqu'en 2020)

## Classements hebdomadaires
| Classement (1986) | Meilleure position |
| ----------------- | ------------------ |
| France            | 28                 |